# Pierre Hebey
Pierre Hebey (7 août 1926- 28 août 2015 à Biarritz) est un avocat, essayiste et romancier français, par ailleurs important collectionneur d'art.
Il est enterré au cimetière de Passy (1re division).